# Эндоваскулярная окклюзия ушка левого предсердия
Эндоваскуля́рная окклю́зия у́шка ле́вого предсе́рдия — хирургическая операция, выполняемая при фибрилляции предсердий (ФП).
ФП — наиболее часто встречающееся нарушение сердечного ритма. Опасность ФП заключается в значительном риске тромбоэмболий у этих пациентов. Причиной 90 % всех церебральных ишемических атак является тромбоз ушка левого предсердия (УЛП). Применение варфарина в схеме стандартной терапии ФП снижает риск инсульта. В то же время, прием варфарина связан с риском развития кровотечений, и в связи с этим, его назначение противопоказано ряду пациентов. Альтернативными способами профилактики тромбоэмболических осложнений при фибрилляции предсердий являются хирургические методы изоляции УЛП от кровотока, среди которых эндоваскулярные вмешательства наименее травматичны.

## Описание операции
Эндоваскулярная окклюзия УЛП проводится в условиях ренгеноперационной. Выполняется пункция и катетеризация по проводнику бедренной вены. Инструменты позиционируются в правом предсердии. Выполняется транссептальная пункция и инструменты проводятся в левое предсердие. Выбор размера окклюдера и зоны имплантации проводится с учетом данных ангиографии, эхокардиографии (ЭхоКГ) и компьютерно-томографической кардиографии. Окклюдер размещается в устье УЛП, надежно изолируя его от кровотока. Впервые в России эндоваскулярную окклюзию ушка левого выполнил кандидат медицинских наук Хамнагадаев Игорь Алексеевич 03 марта 2011 года в ФГБУ «Институт хирургии имени А. В. Вишневского» Министерства здравоохранения РФ.

## Обсуждение
Отдаленные результаты эндоваскулярной окклюзии УЛП показывают, что риск развития инсульта у пациентов после имплантации окклюдера в УЛП такой же, как и у пациентов, принимающих варфарин. Очевидная актуальность проблемы, а также успешное применение устройств для окклюзии УЛП будет способствовать более широкому применению интервенционных хирургических методик в профилактике опасных тромбоэмболических осложнений ФП.